# Yalcoc
Yalcoc är en ort i Mexiko.   Den ligger i kommunen Las Margaritas och delstaten Chiapas, i den sydöstra delen av landet, 800 km öster om huvudstaden Mexico City. Yalcoc ligger 1 565 meter över havet och antalet invånare är 554.
Terrängen runt Yalcoc är platt åt sydväst, men åt nordost är den kuperad. Runt Yalcoc är det ganska tätbefolkat, med 54 invånare per kvadratkilometer. Närmaste större samhälle är Las Margaritas, 3,2 km söder om Yalcoc. I omgivningarna runt Yalcoc växer huvudsakligen savannskog.